# 土浦市立東小学校
土浦市立東小学校（つちうらしりつあずましょうがっこう）は茨城県土浦市中にある公立小学校。

## 沿革
（この節の出典）
- 1876年（明治9年）9月 - 中村小学校として設立。
- 1884年（明治17年）2月 - 中の北に校舎を建設する。
- 1887年（明治20年） - 中村尋常小学校と改称。
- 1889年（明治22年） - 東村が誕生し、東尋常小学校と改称。
- 1890年（明治23年） - 大岩田小学校（現 土浦市立大岩田小学校）が独立。
- 1917年（大正6年）4月15日 - 現在地に校舎を新築（創立記念日）。
- 1939年（昭和14年） - 土浦東尋常高等小学校と改称。
- 1940年（昭和15年） - 土浦市立東尋常高等小学校と改称。
- 1941年（昭和16年） - 国民学校令により、土浦市立東国民学校と改称。
- 1947年（昭和22年） - 学制改革により、土浦市立東小学校と改称。
- 1948年（昭和23年） - 学区の一部が荒川沖小学校へ分離。
- 1949年（昭和24年） - 土浦市立中村小学校が独立したことに伴い学区縮小。
- 1953年（昭和28年） - 校旗作成。
- 1966年（昭和41年） - 校歌制定発表会。
- 1974年（昭和49年）7月 - プール竣工。
- 1976年（昭和51年）5月 - 新校舎竣工と校歌碑除幕の各式典挙行。
- 1980年（昭和55年） - 土浦市立右籾小学校新設により学区縮小。
- 1982年（昭和57年）
  - 3月 - 体育館竣工。
- 1989年（平成元年） - 特別教室棟竣工。
- 1990年（平成2年） - 国旗掲揚塔設置。
- 1998年（平成10年） - コンピュータ教室設置。
- 2010年（平成22年） - グランド改修工事。
- 2011年（平成23年）6月 - この月から、耐震化及び大規模改修工事実施。
- 2013年（平成25年） - 教室にエアコン設置。
- 2014年（平成26年）7月 - この月から、校舎増築（4教室分）。

## 通学区域
- 土浦市
  - 中、中村西根の一部、永国の一部、永国台、永国東町[3]

## 進学先中学校
- 土浦市立土浦第三中学校 - 中あるいは中村西根の一部
- 土浦市立土浦第四中学校 - 永国の一部、永国台あるいは永国東町

## 特記事項
- 土浦市立土浦小学校、土浦市立下高津小学校に次いで、土浦市内では3番目に歴史の古い小学校である[4]。

## 周辺
- セブンイレブン土浦中店 - 敷地が隣接。
- 国道354号 - 校地北側の一部が接する。
- 国道6号
- 花室川
- 国道125号
- このほか、国道沿いには、ロードサイド店も点在。

## アクセス
- 関東鉄道バス「土浦・みどりの線」で、「中村」停留所下車後、学校正門まで、
  - 標柱番号1（みどりの駅行）から、徒歩約155m・約2分
  - 標柱番号2（土浦駅西口行）から、徒歩約190m・約3分。
- 常磐自動車道桜土浦ICから、車で約1.5km・約2分。

## 著名な出身者
- 鈴木昭汰（プロ野球選手）